# Clubiona norvegica
Clubiona norvegica là một loài nhện trong họ Clubionidae.
Loài này thuộc chi Clubiona. Clubiona norvegica được Embrik Strand miêu tả năm 1900.